# Uniunea Scriitorilor din Moldova
Uniunea Scriitorilor din Moldova (USM) este o asociație obștească a scriitorilor profesioniști, de utilitate publică, care își desfășoară activitatea pe întreg teritoriul Republicii Moldova. 
Uniunea Scriitorilor din Moldova este constituită în scopul protejării intereselor de breaslă, morale, economice și sociale ale membrilor săi, având ca principii de bază libertatea de creație, stimularea pe criterii valorice și strict profesionale a creației literare, solidaritatea și etica profesională, precum și afirmarea literaturii din Republica Moldova ca parte integrantă a culturii românești. 

## Istoric
Prima Societate a Scriitorilor Români din Basarabia se constituie în 1920, la Chișinău, având un Comitet de conducere din care făceau parte Mihail Sadoveanu, Ștefan Ciobanu, Tudor Pamfile, Nicolae Dunăreanu, Nicolae N. Beldiceanu, Apostol D. Culea. Actuala Uniune a Scriitorilor din Moldova se consideră descendenta acestei Societăți.
La 1 aprilie 1927, la Balta (capitala de atunci a RASSM), are loc o adunare a scriitorilor moldoveni care decide constituirea Organizației Scriitorilor Sovietici din RASSM „Răsăritul” (primul președinte fiind ales Mozeș Cahana) și a organizației de mai târziu a scriitorilor începători „Tinerețe”. În urma Hotărârii CC al PC(b) din URSS de la 23 aprilie 1932 „Despre organizațiile literare și artistice”, asociația a fost desființată, fiind constituită ulterior Uniunea Scriitorilor Sovietici din RASSM (1934), care activa sub egida Uniunii Scriitorilor din RSS Ucraineană.
În 1940, este fondată Societatea Scriitorilor și Publiciștilor Basarabeni. La primul ei Congres, drept președinte al Societății este ales Pan. Halippa, vicepreședinte – Nicolae Spătaru, iar secretar general – Nicolae Costenco. Din Comitetul de conducere au făcut parte: Sergiu Matei Nica, Petre V. Ștefănucă, Boris Baidan, Vladimir Cavarnali, Iorgu Tudor, Al. Ivanov, Vasile I. Chicu. Obiectivul statutar al Societății era „înfăptuirea și întărirea legăturilor de solidaritate între membrii acestei societăți, pe de o parte, între membrii acestei societăți și scriitorii români de pretutindeni – pentru promovarea scrisului și culturii românești în Basarabia, pentru apărarea demnității celor ce conlucrează la această operă, precum și la scoaterea în evidență a forțelor literare din trecut și prezent”.
La 25 august 1940, se constituie Comitetul organizatoric al Uniunii Scriitorilor din RSS Moldovenească. La 12 februarie 1941, se adoptă Hotărârea Sovietului Suprem al RSS Moldovenești „Despre trecerea scrisului moldovenesc la alfabetul rus”.
În 1954, la primul ei Congres, se constituie Uniunea Scriitorilor din RSSM, ca parte componentă a Uniunii Scriitorilor din URSS și moștenitoare a Uniunii Scriitorilor Sovietici din RASSM. În perioada sovietică, Uniunea Scriitorilor din Moldova avea ca obiective statutare „participarea la construcția comunismului”, crearea unor opere de înalt nivel ideologic și artistic etc. Activitatea Uniunii Scriitorilor a fost ținută permanent sub un control ideologic și de partid rigid.
În cadrul celui de-al VIII-lea Congres al Scriitorilor din Moldova, convocat în zilele de 27-28 septembrie 1990, se decide separarea de Uniunea Scriitorilor din URSS, transformarea instituției într-un sindicat de breaslă, care să pledeze pentru idealurile naționale și să apere interesele profesionale și materiale ale membrilor săi.
După reuniunile din 1987 și 1990, Uniunea Scriitorilor din Moldova se angajează plenar în mișcarea de Renaștere Națională prin implicarea în viața publică și în activitatea Parlamentului (unde, la un moment dat, au fost 20 de scriitori-deputați), prin discursul publicistic și organizarea de întruniri sub cerul liber (cenacluri „Alexie Mateevici”, „Dialog”, „Grai matern” ș.a.).
Actuala Uniune a Scriitorilor din Moldova este succesoare de drept a Uniunii Scriitorilor din RSSM.

## Organizare
Conform Statutului, organul suprem de conducere al Uniunii Scriitorilor din Moldova este Adunarea Generală (până în 1993 – Congresul) a membrilor, care alege Consiliul (până în 1993 – Comitetul de Conducere) și președintele (până în 1990 – prim-secretarul) Uniunii Scriitorilor din Moldova.
Congresele Uniunii Scriitorilor din RSSM au avut loc în 1954, 1958, 1965, 1971, 1976, 1981, 1986 și 1990. Unele dintre ele (Congresul III, Adunarea Generală extraordinară din 1987) au fost considerate „turbulente”, contravenind spiritului ideologic oficial.
În subordonarea Uniunii Scriitorilor din Moldova, până în 2021, se afla Centrul Național de Studii Literare și Muzeografie „M. Kogălniceanu” (din 2021 – Muzeul Național de Literatură „Mihail Kogălniceanu”).

## Președinți ai USM
Președintele Uniunii Scriitorilor din Moldova este ales din rândul membrilor USM, prin vot secret, de Adunarea Generală.
Președinții Uniunii Scriitorilor din Moldova, după 1945, au fost: Emilian Bucov (1945-1946, 1955-1958), Andrei Lupan (1954-1965), Pavel Boțu (1965-1987), Ion C. Ciobanu (1987-1990), Mihai Cimpoi (1990-2011), Arcadie Suceveanu (2011-2021).
Din 2021, președintele Uniunii Scriitorilor din Moldova este Teo Chiriac.

## Membri
Conform Statutului, membru al Uniunii Scriitorilor din Moldova poate deveni „orice autor/traducător care are cetățenia Republicii Moldova, orice autor de limbă română din spațiul european, precum și alți autori/traducători de limbă română, indiferent de cetățenie sau țara de origine, care au adus contribuții la dezvoltarea literaturii din Republica Moldova”. Acordarea calității de membru al Uniunii Scriitorilor din Moldova este hotărâtă de Consiliul USM la propunerea Comisiei de validare.
În 1976, Uniunea Scriitorilor din RSSM era constituită din 147 de scriitori, care scriau în limbile română, rusă, ucraineană, bulgară, găgăuză, ivrit ș.a. În 1995, organizația număra în rândurile sale cca 250 de membri. În 2022, din Uniunea Scriitorilor din Moldova fac parte 291 de membri.
A se vedea și categoria Membri ai Uniunii Scriitorilor din (Republica) Moldova.

## Premiile USM
Anual, Juriul de premiere din cadrul Uniunii Scriitorilor din Moldova acordă premii literare la câteva categorii: Cartea de poezie, Cartea de proză, Cartea de critică, eseu și istorie literară, Cartea de traduceri, Cartea pentru copii și tineret, Cartea de debut.
Consiliul Uniunii Scriitorilor din Moldova acordă: Premiul Opera Omnia, Premiul de Excelență, Premiul Relații Culturale.

## Organele de presă ale USM
În perioada sovietică, Uniunea Scriitorilor din Moldova a editat revistele „Nistru” și „Kodrî (Moldova literaturnaia)”. De asemenea, sub egida Uniunii Scriitorilor s-au editat revistele „Basarabia”, „Columna” și săptămânalul „Literatura și arta”.
Din 2015, organul de presă al Uniunii Scriitorilor din Moldova este „Revista literară”.